# 2-ペンタノール
2-ペンタノール（2-pentanol）はペンチルアルコールの一つ。消防法に定める第4類危険物 第2石油類に該当する。
スズメバチの警戒フェロモンの主成分でもある。

## 合成
ペンテンを加水分解して合成する。